# Einstossflammenwerfer 46
Einstossflammenwerfer 46 (нем. Одноразовый огнемёт 46) — одноразовый огнемёт немецкой армии времён Второй мировой войны.

## Описание
Одноразовый огнемёт состоял из цилиндрического резервуара объёмом 1,7 л с зажигательной смесью внутри и шлангом с диаметром 9 мм. Под шлангом располагалась пистолетная рукоятка с курком. Шланг соединялся с резервуаром при помощи двух металлических подпорок. Масса всей этой установки составляла 3,6 кг. Дальность атаки варьировалась от 27 до 40 м.

## Использование
Первоначально огнемёт планировалось установить на вооружение воздушно-десантных войск вермахта, однако из-за критической ситуации им стали оснащать пехотные части вермахта и даже фольксштурм. В документах вермахта огнемёт стал фигурировать под именами Volksflammerwerfer 46 и Abwehrflammenwerfer 46.
Производство огнемёта велось в Боргсивальде. Всего было выпущено 30 700 огнемётов. Предполагается, что фольксштурм использовал его во время обороны Берлина весной 1945 года. Позднее его образцы неоднократно изымали у подразделений ополчения «Вервольф».